# Monumento a Giuseppe Giacosa
Il monumento a Giuseppe Giacosa è una scultura in bronzo posta su un basamento in pietra nei giardini pubblici di Milano.

## Descrizione
La statua di Giuseppe Giacosa fu realizzata dallo scultore Luigi Secchi; fu inaugurata il 21 maggio 1910. L'inaugurazione era inizialmente prevista per il 14 maggio, ma ci fu un rivio per maltempo.
Sul fronte la scritta dettata da Arrigo Boito: «Giuseppe Giacosa maestro della commedia e del dramma tenne alta la gloria del teatro italiano». Altre due epigrafi erano presenti ai lati, ma il monumento fu danneggiato dai bombardamenti del 1943 e la statua fu spostata e posta su un nuovo piedistallo.